# Signe Rappe-Welden
Signe Rappe-Welden, född Rappe (Rappe Lundén-Welden enl SDB) 24 september 1879 i Klara församling, Stockholm, död 21 maj 1974 i Danderyds församling, Stockholms län, var en svensk operasångare (sopran).

## Biografi
Rappe-Welden var dotter till generalen friherre Axel Rappe och Anna Sandahl. Hon studerade vid Stockholms musikkonservatorium och för bland andra Thekla Falck-Hofer, Lilli Lehmann, Thérese Behr-Schnabel och Etelka Gerster.
Hon debuterade som Delila i större sammanhang vid ett konsertframförande i Jönköping av Händels Simson 1902, och framträdde därefter vid konserter i Köpenhamn, bland annat sopranpartiet i Mendelsohns Elias.
Som operaartist debuterade hon på operan i Mannheim, där hon verkade från 1906. Hennes första roll vid Kungliga teatern, där hon framträdde periodvis 1906–1908 och var fast knuten 1912–1913, var Pamina i Mozarts Trollflöjten. Bland rollerna kan nämnas Desdemona i Verdis Otello, Rezia i Webers Oberon, Senta i Wagners Den flygande holländaren och Margareta i Gounods Faust. Hon etablerade sig snabbt som en ledande sångerska på kontinenten och gästspelade bland annat i Paris, Wien, London och Berlin. I bland annat Mannheim och London firade hon stora triumfer i titelrollen i Richard Strauss Salome.
Som konsertsångare var Rappe-Welden särskilt framgångsrik i musik av Bach. Efter den avslutade sångkarriären verkade hon som sångpedagog i Stockholm. Hon utnämndes till hovsångerska 1909.

### Familj
Rappe-Welden gifte sig 1912 med direktör Herbert Lundén-Welden och var mor till Gunnar Lundén-Welden. Hon är begravd på Norra begravningsplatsen utanför Stockholm.

## Utmärkelser

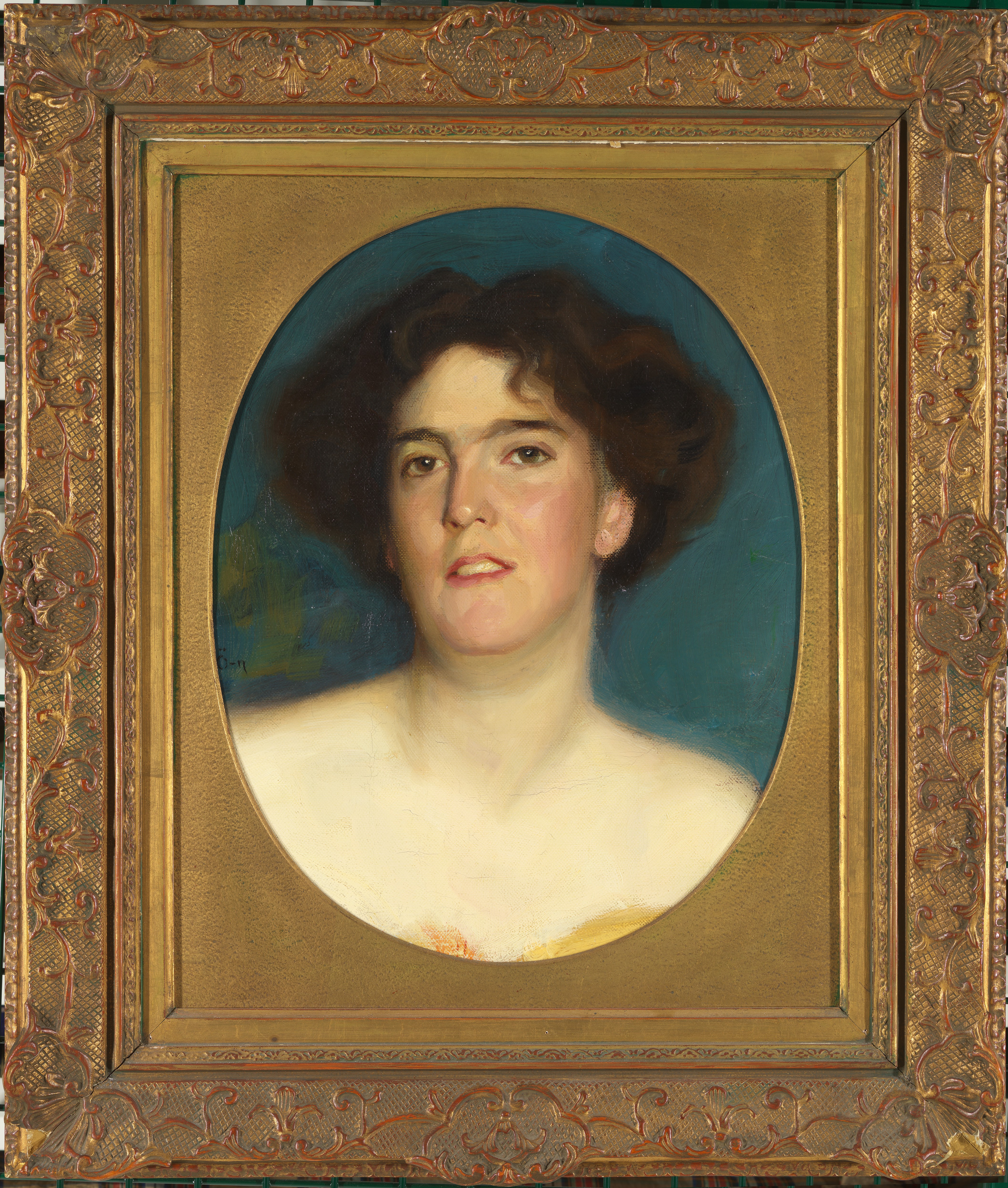
Signe Rappe-Welden, porträtterad 1906 av Bernhard Österman.

- Konung Gustaf V:s jubileumsminnestecken med anledning av 90-årsdagen, 1948.[7]
- Litteris et Artibus, 1909.